# 아날레나 베어보크
아날레나 샤를로테 알마 베어보크(독일어: Annalena Charlotte Alma Baerbock, 1980년 12월 15일 ~ )는 독일 동맹 90/녹색당 소속의 정치인이자 외교관이다.  그녀는 2021년부터 2025년까지 외무장관을 지냈다.  2025년 6월 그녀는 유엔 총회 의장으로 선출되어 그해 9월에 시작된다.
2018년부터 2022년 1월까지 베어보크는 로베르트 하베크와 더불어 동맹 90/녹색당의 공동 당수를 지냈다.  2021년 독일 연방의회 선거에서 그녀는 총리를 위한 당의 후보였다.  독일 사회민주당의 올라프 숄츠가 베어보크 대신 총리직을 확보하였다.  선거 후에 녹색당은 숄츠에 의하여 이끌어진 신호등 연정을 형성하였고 그해 12월 8일 베어보크는 독일의 첫 여성 외무장관으로서 선서되었다.
당시 서독의 하노버에서 태어난 베어보크는 함부르크 대학교와 런던 정치경제대학교에서 수학하였다.  2013년 그녀는 처음에 독일 연방의회로 선출되었다.  2012년부터 2015년까지 그녀는 동맹 90/녹색당의 협의회 위원이었고 2009년부터 2013년까지 브란덴부르크주에서 자신의 정당의 단체의 지도자였다.

## 초기 생애와 교육
베어보크는 사회복지사와 WABCO 차량 제어 시스템을 위하여 일했던 기계 공학자의 딸이다.  그녀의 초기 세월 동안 그녀의 가족은 몇년간 뉘른베르크에서 살았으며 그러고나서 하노버 근처에 파텐젠의 일부인 슐렌부르크로 이주하였다.  거기서 그녀는 자신의 두 자매와 두 사촌과 함께 새로 낡은 새로 건설된 농장에서 자라왔다.  어린이로서 그녀는 녹색당에 의하여 결성 혹은 지지된 반전과 원자력 반대 항의들에 자신의 부모에게 가입하였다.  그녀는 하노버에 있는 훔볼트 학교를 다니고 16세의 나이에 미국으로 건너가 플로리다주 올랜도에 있는 레이크 하일랜드 예비 학교에서 교환 학생의 한해를 보냈다.
10대로서 베어보크는 경쟁적 트램펄린 체조 선수였으며 독일 선수권에 나가 3개의 동메달을 땄다.
2000년부터 2004년까지 베어보크는 자신이 예비 디플로마를 위하여 합격했던 함부르크 대학교에서 정치학을 전공하였다.  그녀는 2000년부터 2003년까지 하노버셰 알게마이네 차이퉁을 위하여 저널리스트로 일했다.  그녀는 북부독일방송, Dpa 통신과 유럽 평의회에서 인턴제를 완료하였다.
2005년 런던 정치경제대학교에서 베어보크는 국제공법에서 1년 석사 과정을 완료하였다.  거기서 자신의 수학 동안 그녀는 피츠로비아에 있는 카손더스 홀에서 머물었다.  2005년 그녀는 영국 국제 비교 법학 연구소에 훈련생이었다.  그녀는 또한 베를린 자유 대학교에서 자연 재해와 인도주의적 지원에 학술논문을 시작했으나 끝내지 않았다.

## 초기 경력
자신의 전공 후에 베어보크는 2005년부터 2008년까지 유럽 의회 의원 엘리자베트 슈뢰터의 사무실에서 일했다.  2008년과 2009년 그녀는 독일 연방의회에서 동맹 90/녹색당의 의회 단체를 위하여 외교와 안전 정책들에 조언자로 일했다.

## 정치 경력

### 경력의 시작

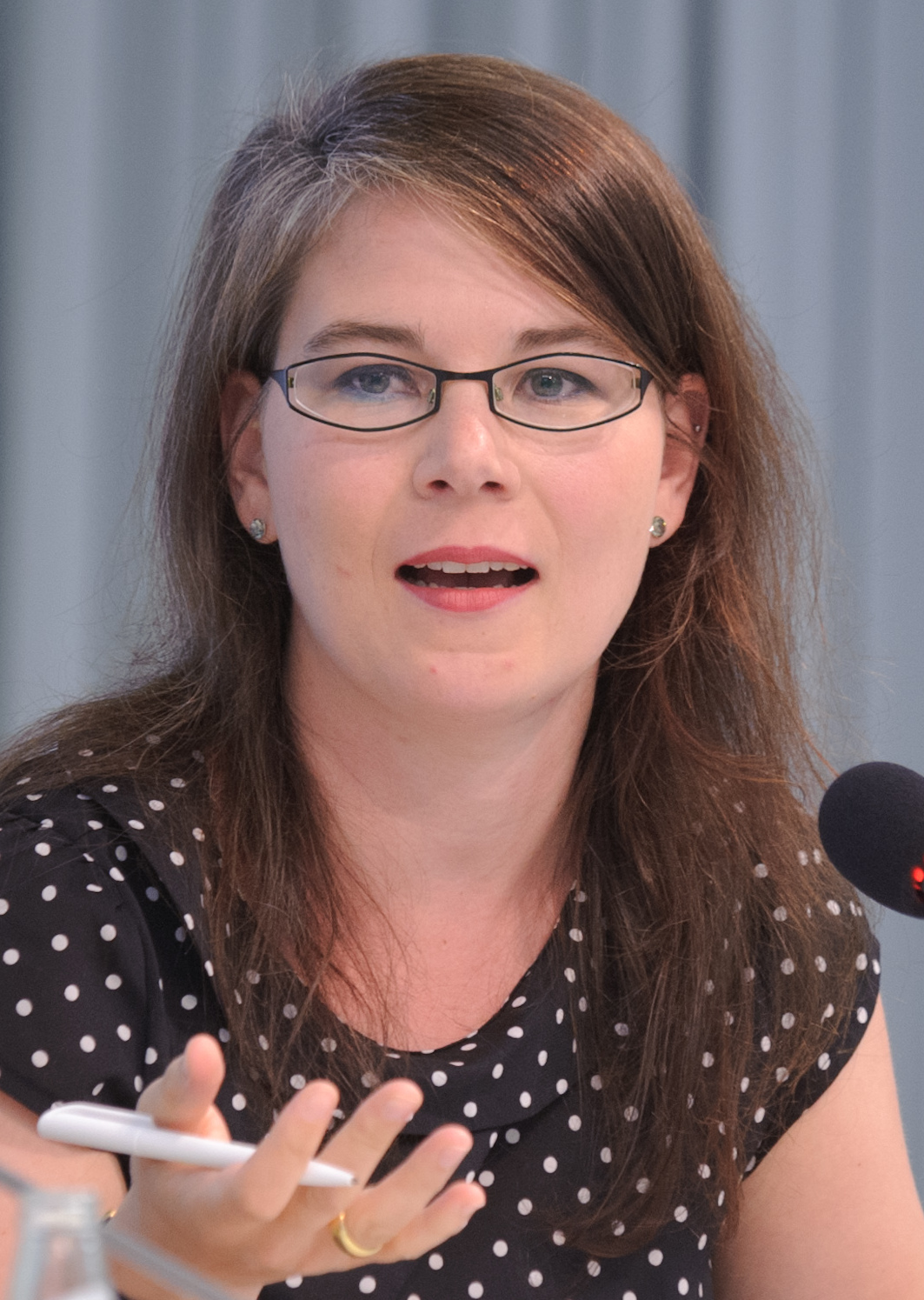
2012년의 베어보크

2005년 베어보크는 동맹 90/녹색당의 당원이 되었다.  2008년 10월 그녀는 브란덴부르크주에서 자신의 당의 주립 단체의 집행위원회로 선출되었다.  다음해 그녀는 자신이 2013년까지 보유한 직위로 베냐민 라슈케와 함께 위원회의 공동 의장으로서 스카 켈러의 뒤를 이엇다.
베어보크는 2008년부터 2013년까지 녹색당의 유럽 정세에 일하는 단체를 위하여 국가 대변인을 지냈다.  2009년부터 2012년까지 그녀는 공동 의장 필리프 람베르츠와 모니카 프라소니 아래 유럽 녹색당의 집행위원회의 일원이었다.

### 독일 연방의회 의원:2013년-현재
2009년 베어보크는 연방 선거를 위하여 자신의 당의 선거인 명단에 자리를 위하여 비성공적으로 출마하였다.  2013년 그녀는 "포츠담 - 포츠담-미텔마르크 II - 텔토프-플레밍 II"의 선거권자에 녹색당 후보였고 또한 브란덴부르크주를 위하여 당의 선거인 명단에 선두 자리를 확보하였다.  선거인 명단을 통하여 그녀는 독일 연방의회의 의원이 되었다.
자신의 첫 기간 동안 베어보크는 경제와 에너지 위원회와 유럽 정세 위원회의 일원이었다.  자신의 의회 단체에서 그녀는 기후 정책을 위하여 연설자를 지냈다.  후자의 능력으로 그녀는 4회의 기후변화에 관한 유엔 기본 협약 (바르샤바 (2013년), 리마 (2014년), 파리 (2015년)와 마라케시 (2016년))에 참가하였다.
베어보크는 베를린-타이베이 친선 동아리의 부의장과 2014년부터 2017년까지 독일-폴란드 의회 친선 단체의 일원을 지냈다.
2017년 독일 연방의회 선거에서 베어보크는 브란덴부르크주에서 다시 지도적인 후보로 의회에서 자신의 의석을 유지하였다.  선거 후에 그녀는 우니온과 자유민주당과 (비성공적) 연정 회담들에서 녹색당의 협상 팀의 일원이었다.  그녀는 가족, 연장자, 여성과 청소년 위원회의 일원으로 지내왔다.

### 녹색당의 공동 당수:2018년-2022년
2018년 1월 27일 자신의 고향 하노버에서 열린 녹색당의 전국당대회에서 베어보크는 로베르트 하베크와 연방 수준에서 자신의 당의 두명의 동등한 의장들의 하나로서 선출되었다.  그녀는 투표의 64 퍼센트를 얻어 자신의 도전자 아냐 필보다 더욱 많이 이겼다.  2019년 당대회에서 그녀는 투표의 97.1 퍼센트와 함께 재선되어 당의 의장을 위하여 여태까지 가장 높은 결과였다.
브란덴부르크주 총리 디트마어 보이트케의 리더십 아래 연정을 형성하는 협상들에서 베어보크는 자신의 당의 대표단의 구성원이었다.

### 2021년 총리 후보

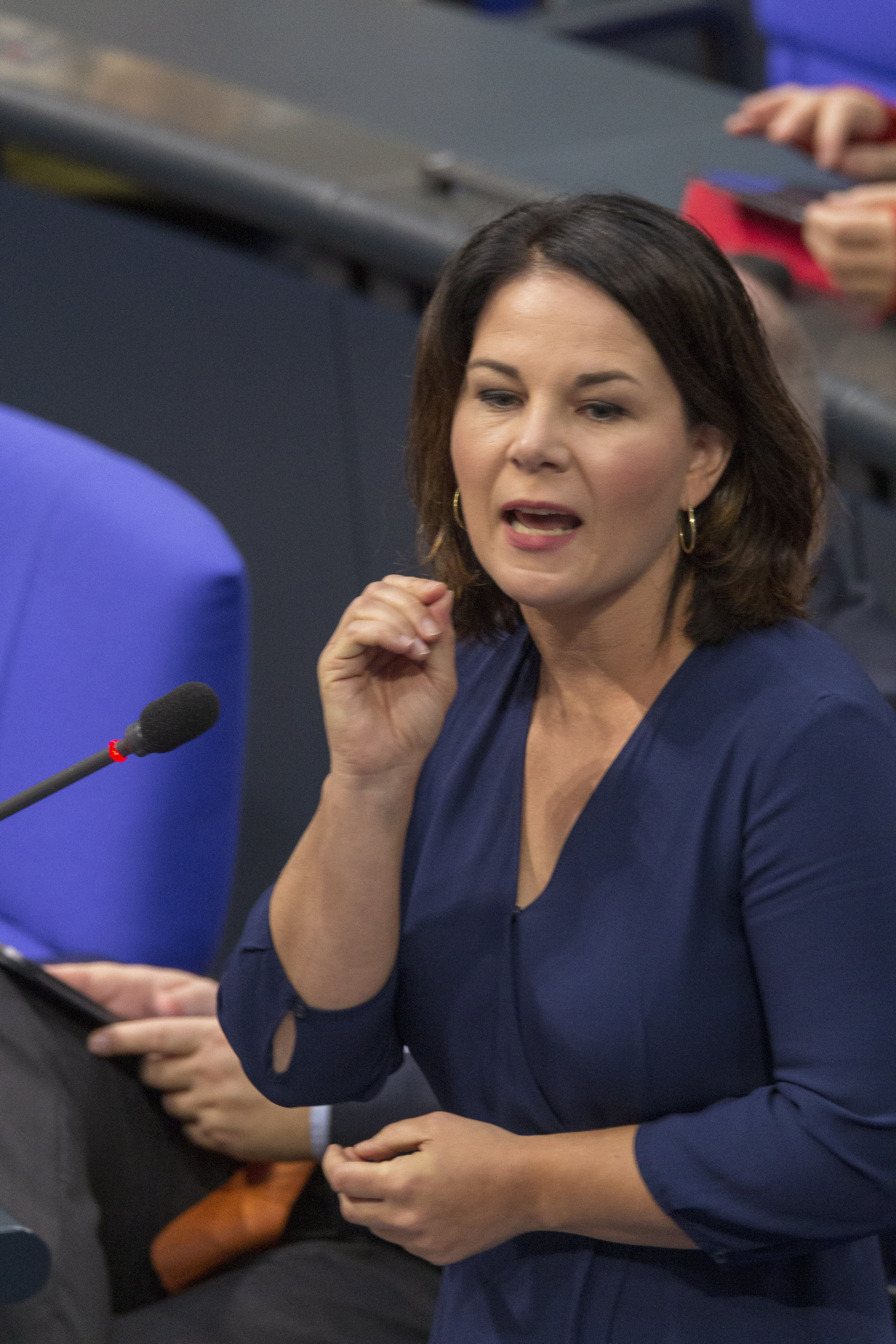
연방의회에서 연설하는 베어보크 (2020년)

2021년 4월 19일 녹색당의 연방준비제도는 베어보크를 독일 연방의회 선거를 위하여 독일 총리를 위한 후보로서 베어보크를 지명했으며 그녀의 당이 공동 의장들 대신 단 하나의 후보를 지명하는 데 처음이었다.  이 일은 6월 11일부터 13일까지 당의 의회에서 공식적으로 확인되었다.  베어보크는 최고 정부 직위를 추구하는 데 앙겔라 메르켈에 이어 두번째 여성이며 자신의 당에 의하여 후보로 지명된 첫 여성이다.  선거의 날에 그녀는 2002년 기도 베스터벨레보다 12일 밖에 많지 않았으며 여태까지 최연소 총리 후보였다.  6월 12일 베어보크는 확인 투표의 98.5 퍼센트를 받은 후 총리를 위한 후보로서 확인되었다.  연방의회 선거에서 그녀는 "포츠담 - 포츠담-미텔마르크 II - 텔토프-플레밍 II"의 선거권자에 다시 출마하여 이번에는 동료 총리 후보 올라프 숄츠를 상대로이다.  그녀는 15,000개 이상의 투표에 의하여 숄츠에게 선거권자를 패했으나 그럼에 불구하고 브란덴부르크주에서 녹색당의 명단을 통하여 연방의회로 선출되었다.
2011년 구텐베르크 스캔들 이래 베어보크가 독일의 정치인들이 표절된 것으로 밝혀진 일련에 최신이 되어가면서 이 시간 동안 그녀의 2021년 저서 〈이제 어떻게 우리가 우리의 국가를 새롭게 해야 하나〉에서 베어보크에 의한 표절이 밝혀졌다.  책에서 베어보크는 다른 저자의 작업을 인용하지 않고 해당 작업을 포함하여 한명의 연구인 슈테판 베버와 자신의 소유로서 그것을 거짓으로 제시하여 더 이상 찾아보지 않기 전에 표절의 100개의 경우들을 자세히 설명하였다.
동시에 베어보크의 발간된 이력서의 정밀한 조사는 거짓을 폭로하였다.  예를 들어 그녀가 사실 일원이 아니었던 저먼 마셜 펀드와 유엔난민기구의 회원직을 주장하였다.  그녀가 이것들과 다른 소수 기관들과 연관이 있던 동안 그녀의 이력서에 주장들은 과장되었다.  비슷하게도 그녀의 교육에 관한 진술들은 오해의 소지가 있었고 그녀의 전문적 경력은 확실하지 않았다.  이 계시들은 독일 대중 앞에서 광범위한 비난을 불러 일으켰다.
저먼 마셜 펀드와 전략 대화 연구소에 의하여 지휘된 전공들에 의하면 독일과 러시아 둘다의 국가 지원 출처들은 베어보크를 목표로 삼아 노골적인 성차별로 녹색당원들에 관한 잘못된 가정들로부터 대량의 허위 정보들을 퍼뜨렸다.
베어보크의 리더십 아래 녹색당은 2021년 국민 투표의 14.8 퍼센트와 연방의회에서 118개의 의석을 이겨 당의 역사상 최고의 결과였다.  하지만 이행은 그해 일찍이 일부 여론조사에서 앞서고 있던 후에 당이 3위를 하면서 실망으로 숙고되었다.

### 외무장관:2021년-2025년

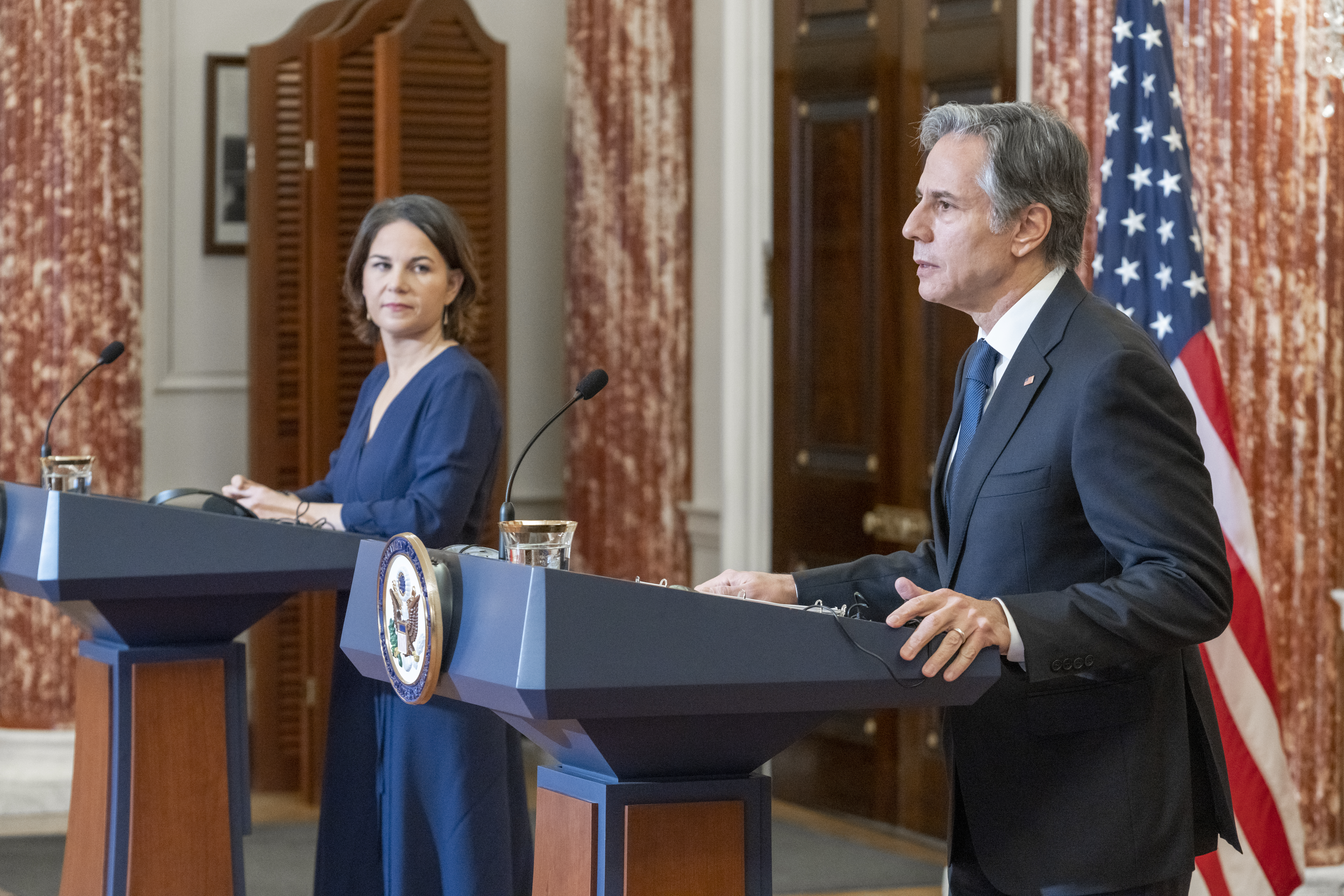
2022년 2월 워싱턴 D. C.에서 미국 국무장관 앤터니 블링컨과 함께

2021년 연방의회 선거가 있기 전에 볼프강 슈트레크는 베어보크가 강한 대서양주의와 친나토 견해들을 품고 있었고 조 바이든 미국 대통령의 것과 함께 일치한 외교 정책을 따를 것을 썼다.
2021년 독일 연방의회 선거에 이어 녹색당은 올라프 숄츠에 의하여 이끌어진 신호등 연정의 일부로서 자유민주당과 독일 사회민주당과 함께 정부에 들어가는 것으로 동의하였다.  그해 12월 8일 베어보크는 독일의 외무장관으로 임명되어 여태까지 그 역할을 맡는 데 첫 여성이 되었다.
12월 베어보크는 폴란드의 외무장관 즈비그니에프 라우와 만나는 데 바르샤바를 방문하였다.  그들은 폴란드의 유럽 연합과 법치주의에 논쟁과 유럽 연합법의 우의를 논의하였다.  베어보크는 벨라루스로부터 유럽 연합 영토들에서 입국을 추구하는 이주자들의 흐름을 멈추는 데 폴란드의 노력을 지지하였다.  그녀는 독일이 폴란드에게 더욱 많은 제2차 세계 대전 배상금을 지불한다는 개념을 거부하였다.  독일은 폴란드가 1953년 협정 아래 모든 배상권을 포기했고 분쟁이 해결되었다는 것을 주장한다.  폴란드는 이 견해를 거부하여 당시 폴란드 정부가 당시 소련의 지배에 놓였고, 2+4 조약에서 브란덴부르크주의 동부 부분들과 포메라니아는 물론 동프로이센, 슐레지엔의 대부분을 포함한 구독일 동부 영토들로 독일의 가능한 모든 청구를 명시적으로 포기할 때 독일의 재통일이 예측된 것에 매너에 약간 비슷한 그 1953년 협정은 구속력이 없다는 것을 진술하였다.
12월 23일 베어보크는 아프가니스탄이 경제 부문이 무너지고 2천 4백만 이상의 주민들이 인도주의적 원조를 필요하면서 "우리 시대의 최악의 인도적 재앙으로 향하고 있다"는 것을 경고하였다.  그녀는 "우리가 조치를 취하고 싶지 않기 때문에 우리는 수십만명의 어린이들이 죽게 할 수 없다" 말했다.  그녀는 또한 독일을 위하여 일을 했던 직원들과 그들의 가족 일원들을 포함한 15,000명 이상의 취약한 아프가니스탄인들의 대피 속도를 높이는 데 약속하였다.
2022년 독일이 G7 회의를 열었을 때 베어보크는 G7 외무장관 회의를 주재하였다.

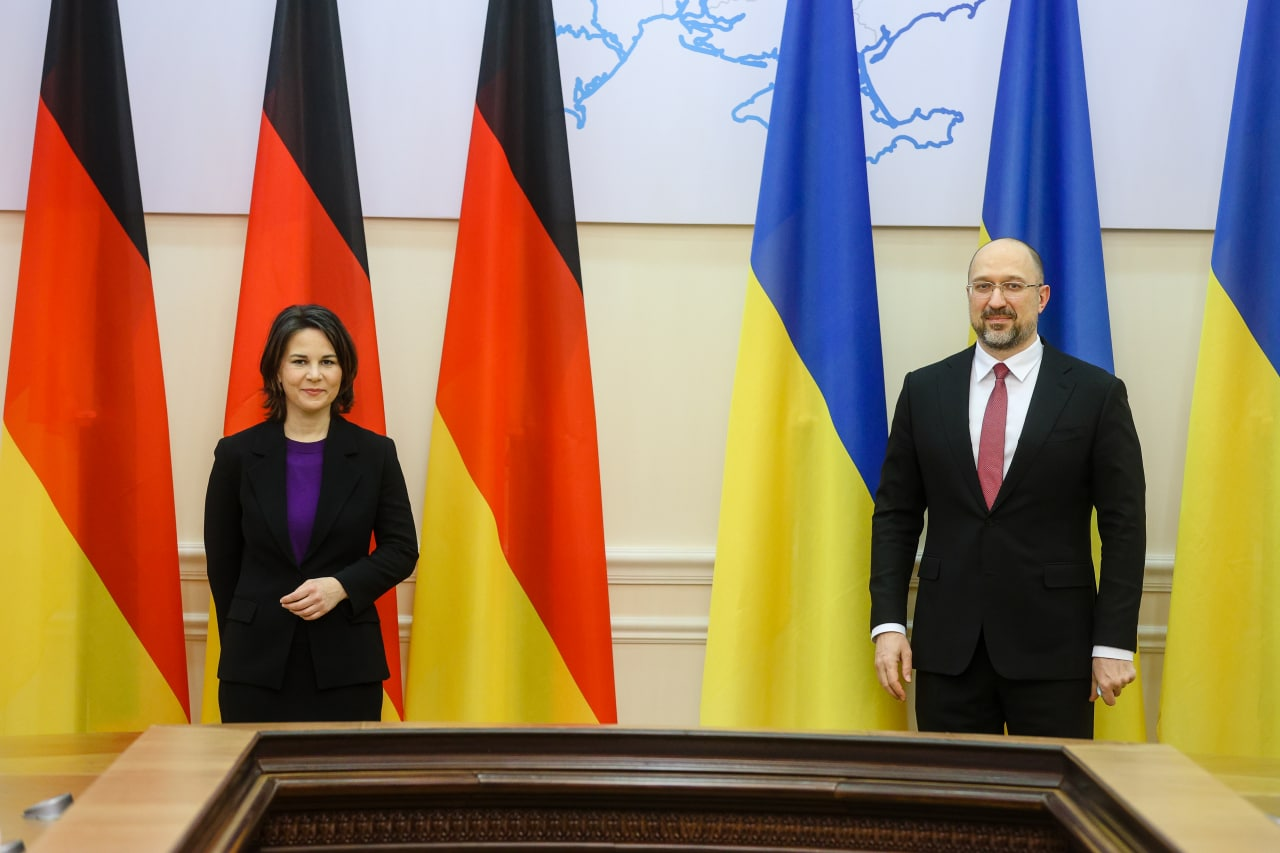
2022년 2월 7일 키이우에서 데니스 시미할 우크라이나 총리를 만나는 베어보크

2022년 1월 베어보크는 미국을 포함한 나토 동맹국이 우크라이나의 지지에 무기를 보내기로 결정했던 동안 우크라이나-러시아 국경에 긴장이 고조되는 가운데 우크라이나에 독일의 무기 공급을 거부하였다.  2022년 2월 러시아의 우크라이나 침공의 여파 속에서 그녀는 SWIFT로 러시아의 접근 차단에 반대하였다.  2022년 4월 부차 학살에 이어 그녀는 베를린으로부터 40명의 러시아인 외교관들과 대사관 직원을 추방하여 러시아의 우크라이나 침공에서 러시아가 저지른 전쟁 범죄로 그들의 응답에 다른 유럽 연합 국가들에 가입하였다.  또한 그때 그녀는 당시 우크라이나로부터 100,000명 이상의 난민들을 수용했던 몰도바로 원조에 유럽과 국제 정부들이 6억 5950만 유로 (미국 달러 7억 186만)로 연장하는 데 동의했던 동안 기증자 회담을 열었다.
2022년 7월 그녀는 에게해에서 그리스의 섬들로 튀르키예의 영토 주장들을 거부하여 "레스보스섬, 히오스섬, 로도스섬과 많은 다른 섬들은 그리스의 영토들이고 아무도 그것들을 의문하는 데 권리가 없다"고 진술하였다.  그녀는 새로운 튀르키예의 시리아 내전 개입이 이라크 레반트 이슬람국의 지하디즘 만을 도울 것이라고 경고하였다.
2023년 1월 베어보크와 프랑스의 외무장관 카테린 콜로나는 에티오피아에 도착하여 티그라이 전쟁을 끝낸 에티오피아-티그라이 평화협정을 지지하는 임무에 에티오피아의 총리 아비 아머드를 만났다.
2023년 1월 베어보크는 이전의 해의 5월 부차와 9월 키이우로 자신의 여행들에 이어 3번째로 우크라이나를 방문하였다.  1월 24일 그녀는 "우리는 러시아와 전쟁에 있다"는 표제와 함께 인기있는 타블로이드 신문 빌트에 비판적으로 묘사되었던 연설로 "우리는 서로 반대하지 않고 러시아를 상대로 전쟁을 싸우고 있다"고 영어로 말했다.  그녀의 말씨는 비전문성을 보여주는 것으로 독일에서 보수적과 우익의 정치인들로부터 그리고 러시아로부터 비판을 받았다.  독일 외무부 대변인은 독일이 갈등의 당사자가 아니며 연설은 침략 전쟁에 반대에서 통일된 입장을 확립하는 맥락에 있었다는 것을 말했다.
2023년 3월 바그다드로 방문에 베어보크는 이란에게 이라크의 영토에 미사일 공격들을 중단하라고 요구하였다.
2023년 5월 그녀는 중화인민공화국을 러시아-우크라이나 전쟁에 명확한 입장을 취하도록 촉구하여 우크라이나에 있는 동안 러시아의 불쾌한 반체제 인사들과 블라디미르 푸틴의 반대자들과 함께 시진핑 주석이 처음에 러시아에서 푸틴을 방문하고 다음날 우크라이나를 방문한 후, "중립은 공격자 편을 드는 것을 의미한다"고 말했다.
2023년 9월 그녀는 시진핑 중화인민공화국 주석을 블라디미르 푸틴 다음으로 "독재자"로 임명했으나 그것은 또한 6월 중화인민공화국 주석을 독재자로 부른 미국의 대통령을 따라갔다.
2023년 5월 그녀는 사우디아라비아를 방문하여 예멘과 수단에서 일어난 내전들로 해결책을 찾는 데 사우디아라비아 정부의 노력들을 칭찬하였다.
7월 6일 조 바이든 미국 대통령은 러시아의 우크라이나 점령지역 합병에서 러시아 군대들에 우크라이나 역공세의 지지에 우크라이나로 집속탄의 조항을 승인하였다.  베어보크는 우크라이나에게 집속탄 공급으로 바이든 행정부의 결정을 반대하였다.

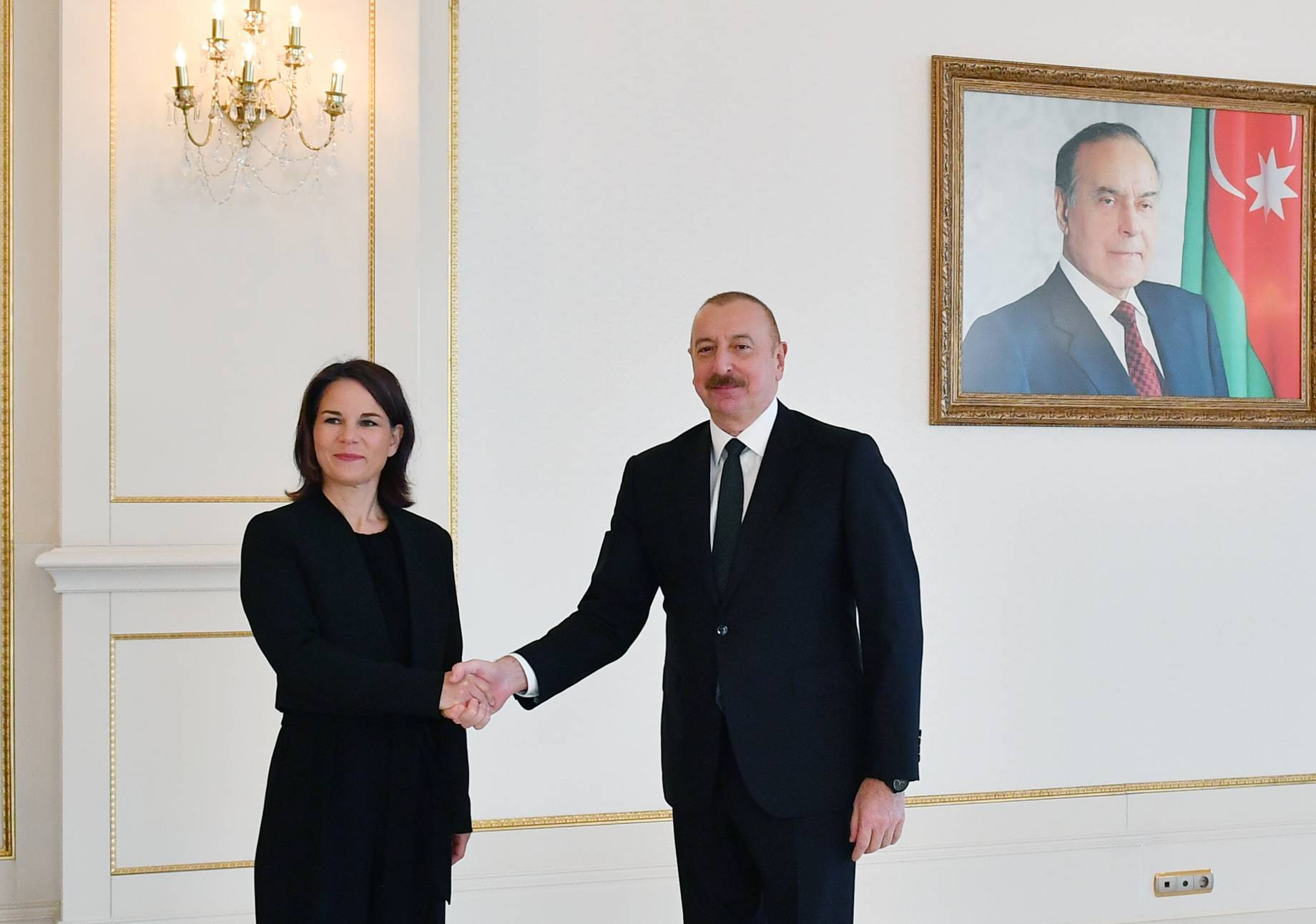
일함 알리예프 아제르바이잔 대통령과 함께 (2023년 11월 4일)

2023년 9월 베어보크는 아제르바이잔을 아르메니아가 점령한 나고르노카라바흐에서 군사 조치에 의지하지 않는 약속을 어긴 것으로 고발하여 공세를 중단하고 협상들로 돌아가는 데 촉구하였다.  2024년 2월 그녀는 베를린에서 이틀간 평화 회담을 위하여 아제르바이잔과 아르메니아의 외무장관들을 접대하였다.
베어보크는 이스라엘과 가자 전쟁이 일어난 동안 그 자기 방어권을 위한 지지를 표현하였다.  2023년 10월 23일 그녀는 가자 지구에서 민간인들을 돕는 "즉각적인 인도적 휴전"을 요구한 유럽 연합의 장관들에 의한 선언을 차단하였다.  11월 11일 그녀는 국가와 함께 연대를 표명하는 데 이스라엘을 방문하였다.  베어보크는 휴전을 위한 요구들을 거부했으나 가자에서 팔레스타인 민간인들을 원조하는 데 "인도적 일시 중지"를 지지하였다.  그녀는 "독일을 위하여 이스라엘의 안전은 협상이 불가능하다"는 것을 진술하였다.  그녀는 홀로코스트 때문에 독일의 "유대인들과 이스라엘 국가로 역사적과 도덕적 책임"을 지적하였다. 12월 17일 그녀와 영국의 외무장관 데이비드 캐머런은 "가자에서 지속 가능한 휴전을 위한 길을 열" 조치들을 요구한 선데이 타임스에 발행된 합동 기사를 썼다.
현직 유엔 팔레스타인 영토 특별 보고관 프란체스카 알바네세는 2024년 10월 7일 베어보크가 "자기 방어"로서 이스라엘의 팔레스타인 민간인 대지들에 공격들을 암시하고 "그것이 독일이 지지하는 것이다"라고 말했던 것에 독일 연방회의에서 외무장관에 의한 연설에 이어 베어보크를 비판하였다.  만약 군사적 목적으로 사용되는 경우 민간인 대지들이 보호 신분을 잃을 수 있어도 국제법 아래 만약 민간인들에게 발생한 피해가 불균형할 것이라면 그들은 아직도 공격을 받을 수 없다. 게다가 제네바 협약으로 통신 규약 조항 52조는 "예배의 장소, 주택 혹은 다른 주거지 혹은 학교 같은 민간인들의 목적들로 일반적으로 전용되는 객체에 대한 의심이 있는 경우 군사 조치로 효과적인 기여를 하기 위해 사용되고 있으며 그렇게 사용되지 않는 것으로 추정된다"는 것을 언급한다.
2025년 1월 베어보크와 그녀의 프랑스인 상대 장노엘 바로는 유럽 연합을 대표하면서 2024년 12월 이래 데 팍토 시리아의 지도자 아흐마드 알샤라를 만나러 다마스커스를 방문하여 아사드 정권의 몰락 이래 그 국가를 방문하는 데 첫 장관들이 되었다.  그의 프랑스인 상대 장노엘 바로와 악수했어도 알샤라는 아날레나 베어보크와 악수하지 않았다.

### 유엔 총회 의장 당선자:2025년-현재
2025년 6월 유엔 총회의 80번째 회의에서 유엔 총회 의장을 지내는 데 선출되어 그해 9월에 시작한다.  그녀는 193개의 투표 중에 167 표를 얻었다.

## 정치적 입장들

### 외교 정책

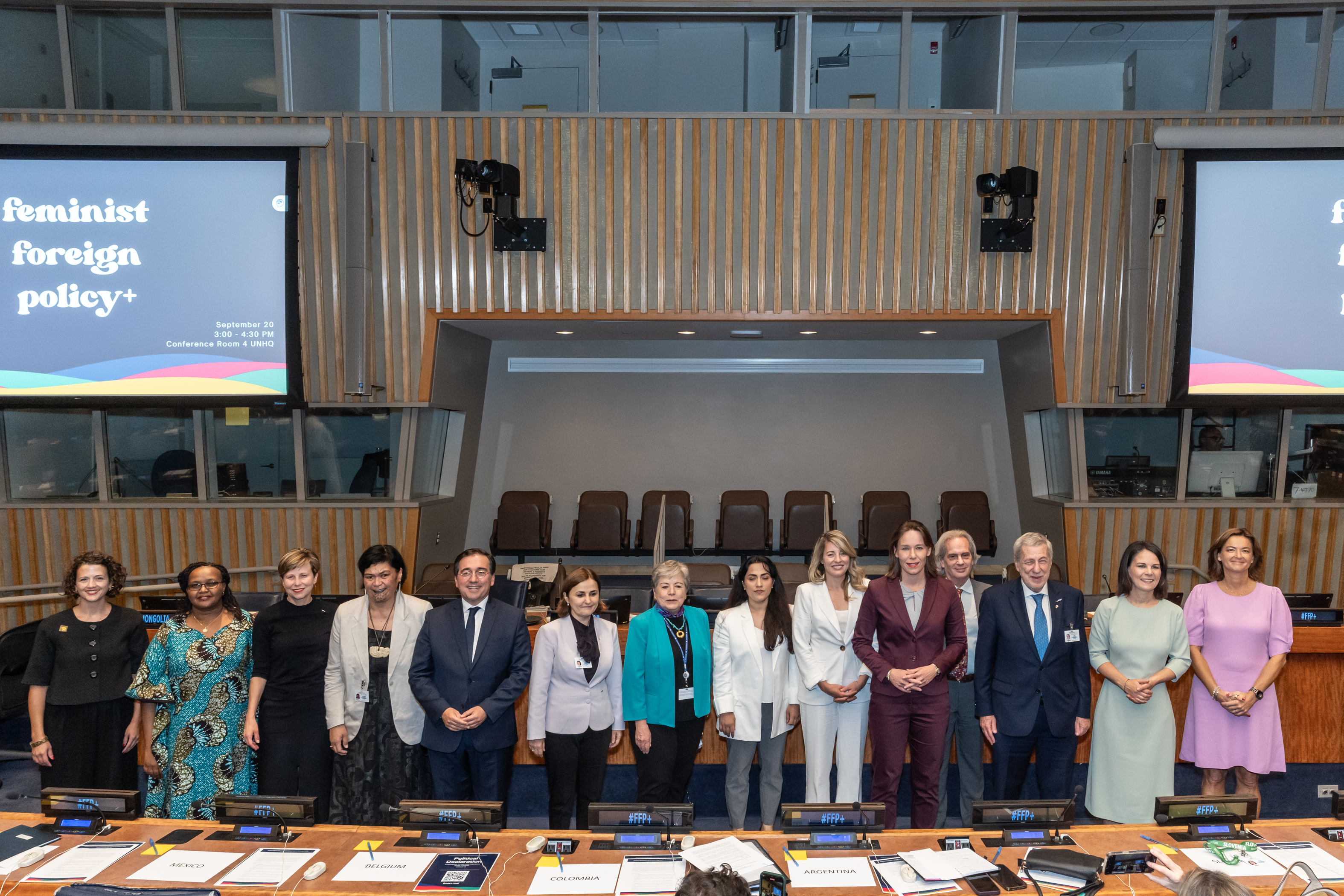
2023년 유엔 본부에서 (오른쪽에서 두번째가 베어보크)

베어보크는 특히 러시아와 중화인민공화국을 상대로 방어에 있어서는 중도주의를 취하고 더욱 강한 공동 외교 안보 정책을 위하여 추진한 것으로 여겨졌다.  그녀는 평화주의 이후의 외교 정책을 제안하여 유럽 의회의 감독 아래 유럽의 군사를 요구하고 국가의 동맹국들과 협의에서 독일의 비핵화를 향한 단계들을 개요하였다.  그녀는 나토의 동부로 향한 확장과 미국의 협력을 지지한다.  2020년 11월 그녀는 "유럽은  수년간 그 자체를 중심으로 돌고 있으며 트럼프 행정부는 세상에 그 등을 돌렸다.  권위주의 국가는 생겨난 격차를 메운다.  그것은 러시아 혹은 튀르키예가 우리의 이웃들에 활동적이 되는 것을 이끌며 나고르노카라바흐에 대비해서 유럽 연합은 제외된다."고 말했다.  2021년 12월 베어보크는 다른 유럽의 민주주의와 나토 파트너들과 함께 "가치에 기초한" 외교 정책을 제안하였고 세르브계 보스니아인 지도자 밀로라드 도디크에 대한 제재를 이행하는 데 유럽 연합을 촉구하였다.
베어보크는 2021년 이스라엘-팔레스타인 위기로 응답에 친이스라엘 입장을 취하는 데 나타난다.  그녀는 이스라엘을 비판하는 유엔 결의의 수를 "다른 국가들에 대한 결의안과 비교하면 터무니 없는" 것이라고 불렀다.  베어보크는 제안된 2023년 이스라엘 사법 개혁의 법적과 헌법적 영향들에 "근심"을 표현하였다. 2025년 젤렌스키-트럼프 오벌 오피스 회담에  이어 베어보크는 도널드 트럼프의 지휘가 "무자비함의 새로운 시대"를 대표했다고 말하고 "그 어느 때보다 강한 자의 힘에 맞서 규칙 기반의 국제 질서와 법률의 힘을 지키는" 데 유럽의 국가들을 요구하였다.

### 에너지, 기후와 환경 정책

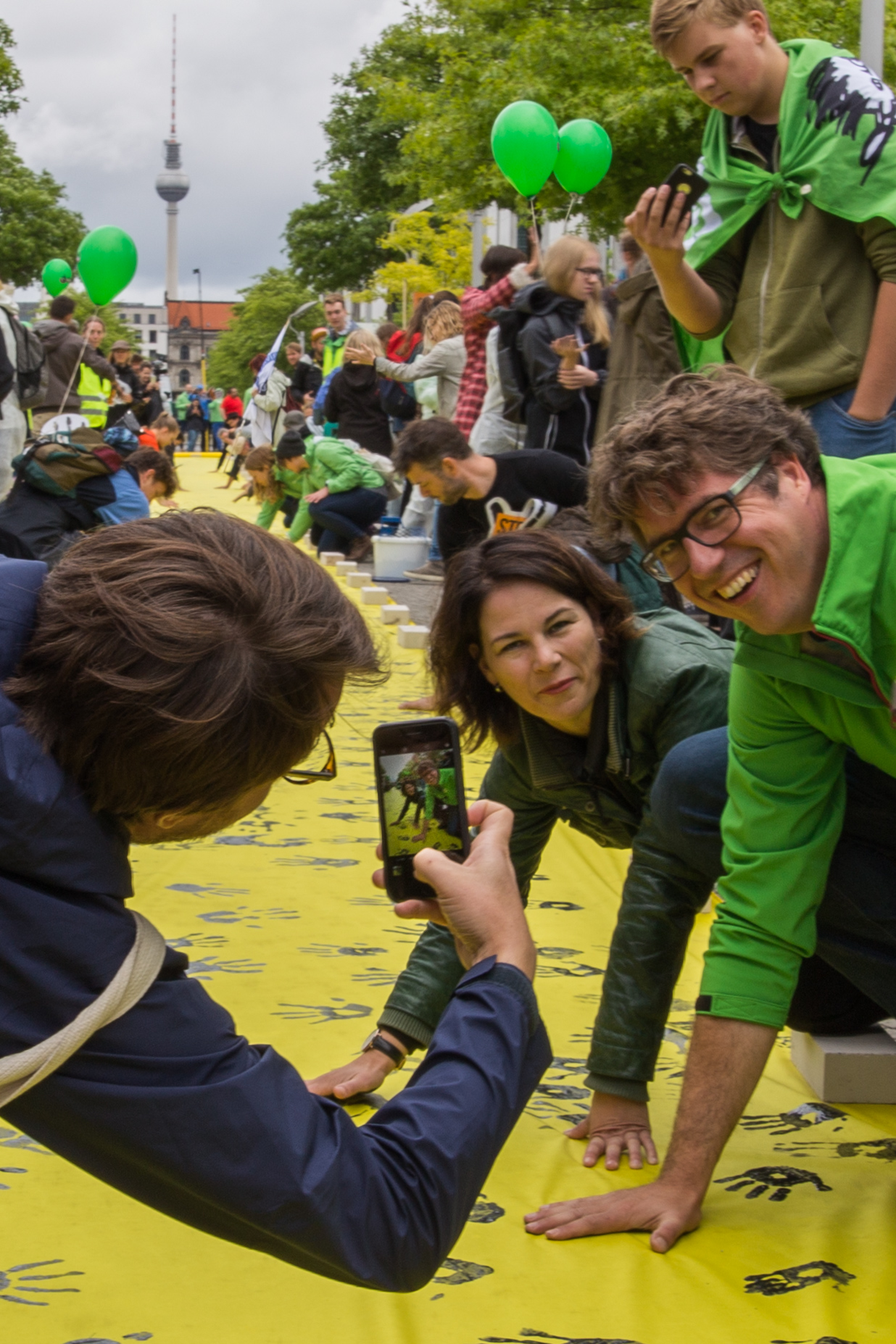
2018년 베를린에서 열린 석탄 반대 항의에서 녹색당 서기 미하엘 켈너와 함께

베어보크는 유럽과 대서양 횡단의 그린 딜의 호의에 주장하였다.  그녀는 파리 협정에서 설명대로 전세계 국가들이 1.5°C로 지구촌 온도에서 증가를 제한시킬 수 있도록 기술이전를 위한 필요성을 인용하였다.  베어보크는 러시아와 유럽 사이에 노르트스트림 2 가스 파이프라인 프로젝트를 반대한다.
베어보크는 2030년까지 독일에서 석탄 사용의 단계적 폐지, 시간 당 130km (81 mph)의 속도 제한 시행과 "최소한 2030년까지" 배출 없는 차량들로 등록의 제한을 요구하였다.  그녀는 "농업 보조금은 공동선을 향해 지향되어야 하고" 그 축산업은 "매우 크게 줄어들어야 한다"는 것을 말했다.  베어보크는 또한 기후변화와 정치는 경제로 모순에 있지 않다"고, 그리고 자신이 독일의 지위를 "파리 기후 협정의 빛에서 21세기로 들어가는" 산업적 위치로 보존하는 데 소망하는 것을 말하기도 했다.  그녀는 순 제로 배출 철강의 생산을 지지하고 탄소세 - 배출집약도 재산들에 국제 세금들을 위한 지지를 표현하였다.  그녀의 정책들 아래 독일의 항공 국내선은 철도망을 강화하면서 2035년까지 불필요해질 것이다.
연방헌법재판소가 2021년 4월 24일 기후 보호법에서 세워진 그린하우스 가스 축소들이 불충분하다고 판결을 내렸을 때 베어보크는 자신의 당이 연장 정부에서 참가할 이벤트에서 콘크리트 그린하우스 가스 절약 목표들을 세운 전망을 내놓았다.  그녀는 또한 2020년 중반까지 두배로 되는 데 재생가능한 에너지 근원들의 해마다 확장을 위한 할달량을 요구하기도 했다.  베어보크는 기후 변화에 의하여 일으켜진 환경 파괴 비용이 증가적으로 비싸지고 있다는 것을 말했다.  2021년 그녀는 재생 가능 자원으로서 원자력에 라벨을 붙이는 데 유럽 연합의 제안을 반대하였다.

## 개인 생활
2007년 이래 베어보크는 2017년 이래 도이체 포스트를 위하여 고위 전문가 기업 업무를 지낸 정치적 고문과 PR 다니엘 홀레플라이슈에게 결혼하였다.  그들은 2011년과 2015년에 태어난 두명의 딸을 두었다.  2013년 그들은 베를린에서 포츠담의 나우에너 포르슈타트 구역으로 이사하였다.  부부는 2024년 11월 자신들의 이별을 공고하였다.
베어보크는 루터교도임을 선언한다.  그녀는 자신이 신자라는 것을 숙고하지 않으나 자신에게 "함께함의 개념이 가장 중요하기" 때문에 개신교 교회의 일원으로 남아있다.